# Allium akaka
Allium akaka là một loài thực vật có hoa trong họ Amaryllidaceae. Loài này được S.G.Gmel. ex Schult. & Schult.f. mô tả khoa học đầu tiên năm 1830.

## Hình ảnh

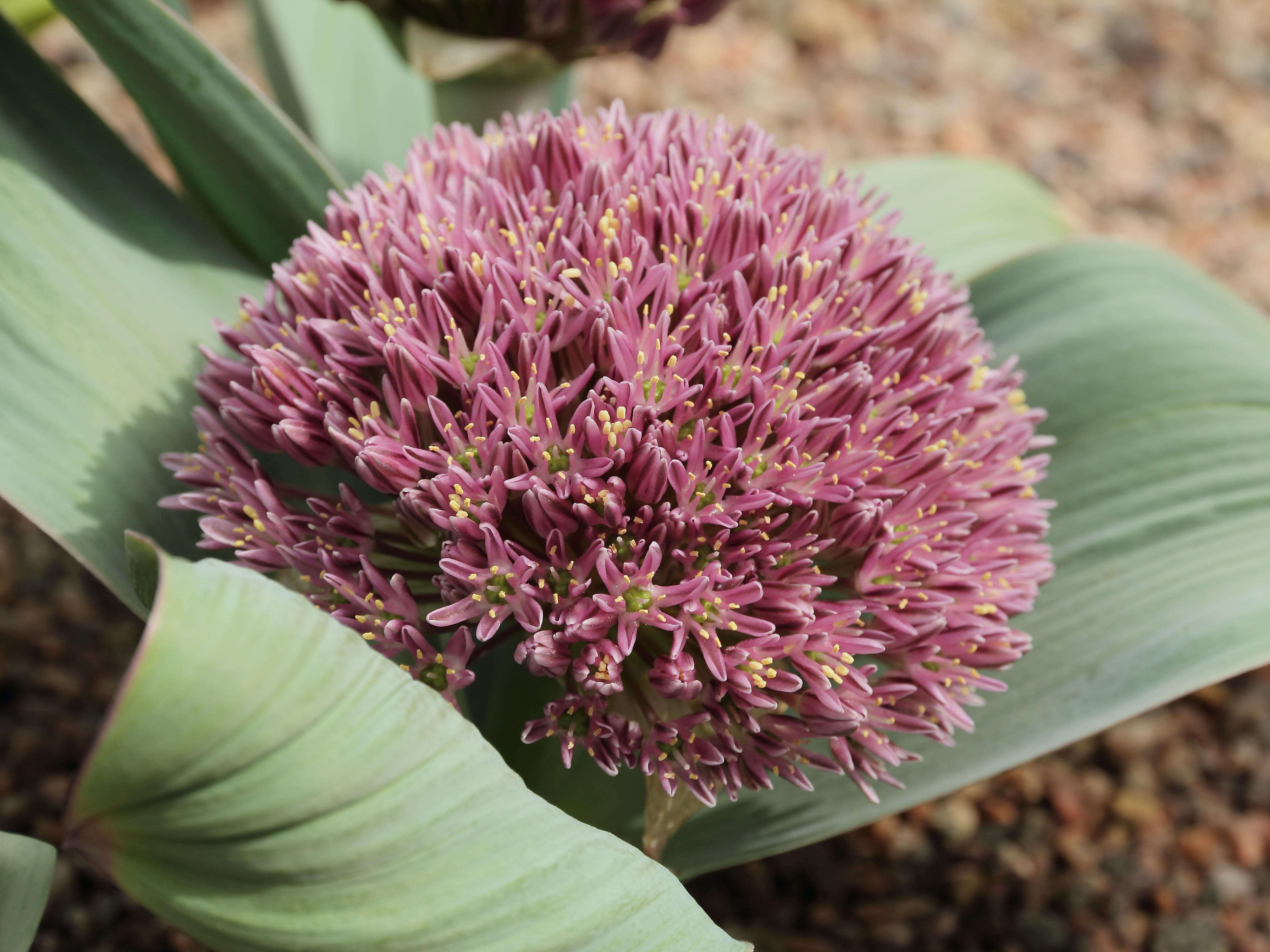